# ТОР «Белебей»
Территория опережающего социально-экономического развития «Белебей» (ТОСЭР «Белебей») — территория моногорода Белебей в Башкортостане, на которой действует особый правовой режим предпринимательской деятельности. Образована в 2017 году. По данным на июль 2020 года, на ТОСЭР «Белебей» зарегистрирован 21 резидент с общим запланированным объемом инвестиций 18,8 млрд рублей и созданием 2 526 новых рабочих мест.

## История
В 2016 году одобрена заявка, анонсирован проект, а позднее одобрен — Белебей включён в перечень монопрофильных муниципальных образований (моногородов), что впоследствии дало городу право на оформление статуса территории опережающего социально-экономического развития.
ТОСЭР «Белебей» создана 29 декабря 2016 года Постановлением Правительства РФ № 1536 «О создании территории опережающего социально-экономического развития «Белебей». Цель — привлечение в город инвестиций, не связанных с деятельностью градообразующей организации — Белебеевского завода «Автонормаль».

## Резиденты
В 2018 году зарегистрированы новые шесть резидентов.
В конце 2019 года Минэкономразвития Башкортостана сообщило о трёх новых резидентах ТОР «Белебей» с общим объёмом инвестпроектов порядка 20,7 млрд рублей и созданием 1 468 новых рабочих мест. Среди них — компания «Таврос» (строительство крупнейшего в Башкирии мясоперерабатывающего предприятия с объёмом капитальных вложений порядка 7,8 млрд рублей и 1 166 новыми рабочими местами) и «ЭкоНива Молоко Башкирия» (строительство молочного завода с объёмом инвестиций 12,8 млрд рублей и 235 новыми рабочими местами).
В 2021 году зарегистрирован 21 резидент, которые инвестировали 5,4 млрд рублей и получили налоговые льготы на 364 млн рублей.
За первое полугодие 2021 года резидентами ТОР стали три компании с инвестициями порядка 130 млн рублей (в том числе, компания «СтройСнабМастер» с инвестпроектом строительства завода ЖБИ): общее количество резидентов выросло до 24. В августе 2021 года резидентом ТОСЭР «Белебей» стала компания «7ДЖИ» с инвестпроектом создания центр обработки данных.

### Условия
Требования к потенциальным резидентам ТОР «Белебей», согласно уточнениям, внесенным постановлением Правительства РФ от 26 апреля 2017 г. № 494 «О внесении изменений в постановление Правительства Российской Федерации от 22 июня 2015 г. № 614», предусматривают, что компании-соискатели должны быть вести деятельность исключительно на территории города, предоставить минимальный объем инвестиций не менее 2,5 млн рублей (без учета НДС) в течение первого года, создать не менее 10 новых рабочих мест в течение первого года, ограничить привлечение иностранной рабочей силы до 25 % максимум, не находиться в процессе ликвидации, банкротства или реорганизации и соответствовать профильным видам деятельности ТОР. Для резидентов предусмотрен льготный налоговый режим: налог на прибыль в федеральный бюджет обнуляется, отчисления в региональный бюджет составят не более 5 % в течение первых пяти лет с момента первой прибыли, затем не более 10 %. Обнуляются налоги на землю и имущество, страховые взносы снижаются до 7,6 %.